# 5310 Папайк
5310 Папайк (5310 Papike) — астероїд головного поясу, відкритий 2 березня 1981 року.
Тіссеранів параметр щодо Юпітера — 3,520.